# Condado de Dubois
El condado de Dubois (en inglés: Dubois County), fundado en 1818, es uno de 92 condados del estado estadounidense de Indiana. En el año 2000, el condado tenía una población de 39 674 habitantes y una densidad poblacional de 14 personas por km². La sede del condado es Muncie. El condado recibe su nombre en honor a Toussaint Dubois. 

## Geografía
Según la Oficina del Censo, el condado tiene un área total de 1127 km², de la cual 1114 km² es tierra y 14 km² (1.18%) es agua.

### Condados adyacentes
- Condado de Martin (norte)
- Condado de Orange (noreste)
- Condado de Crawford (este)
- Condado de Perry (sureste)
- Condado de Spencer (sur)
- Condado de Warrick (suroeste)
- Condado de Pike (oeste)

## Demografía
Según la Oficina del Censo en 2000, los ingresos medios por hogar en el condado eran de $44 169 y los ingresos medios por familia eran $50 342. Los hombres tenían unos ingresos medios de $32 484 frente a los $23 526 para las mujeres. La renta per cápita para el condado era de $20 225. Alrededor del 6.20% de la población estaban por debajo del umbral de pobreza.

## Transporte

### Autopistas principales
- Interestatal 64
- U.S. Route 231
- Ruta Estatal de Indiana 56
- Ruta Estatal de Indiana 64
- Ruta Estatal de Indiana 145
- Ruta Estatal de Indiana 162
- Ruta Estatal de Indiana 164

## Municipalidades

### Ciudades y pueblos
- Birdseye (Pueblo)
- Ferdinand (Pueblo)
- Holland (Pueblo)
- Huntingburg (Ciudad)
- Jasper (Ciudad)

### Áreas no incorporadas
| - Bretzville - Celestine - Crystal - Cuzco - Dubois - Duff - Haysville | - Hillham - Ireland - Johnsburg - Kellerville - Kyana - Mentor - Millersport | - Portersville - Schnellville - Saint Anthony - Saint Henry - Saint Marks - Thales - Zoar |

### Municipios
El condado de Dubois está dividido en 12 municipios:
| - Bainbridge - Boone - Cass - Columbia - Ferdinand - Hall | - Harbison - Jackson - Jefferson - Madison - Marion - Patoka |